# Шосе смерті

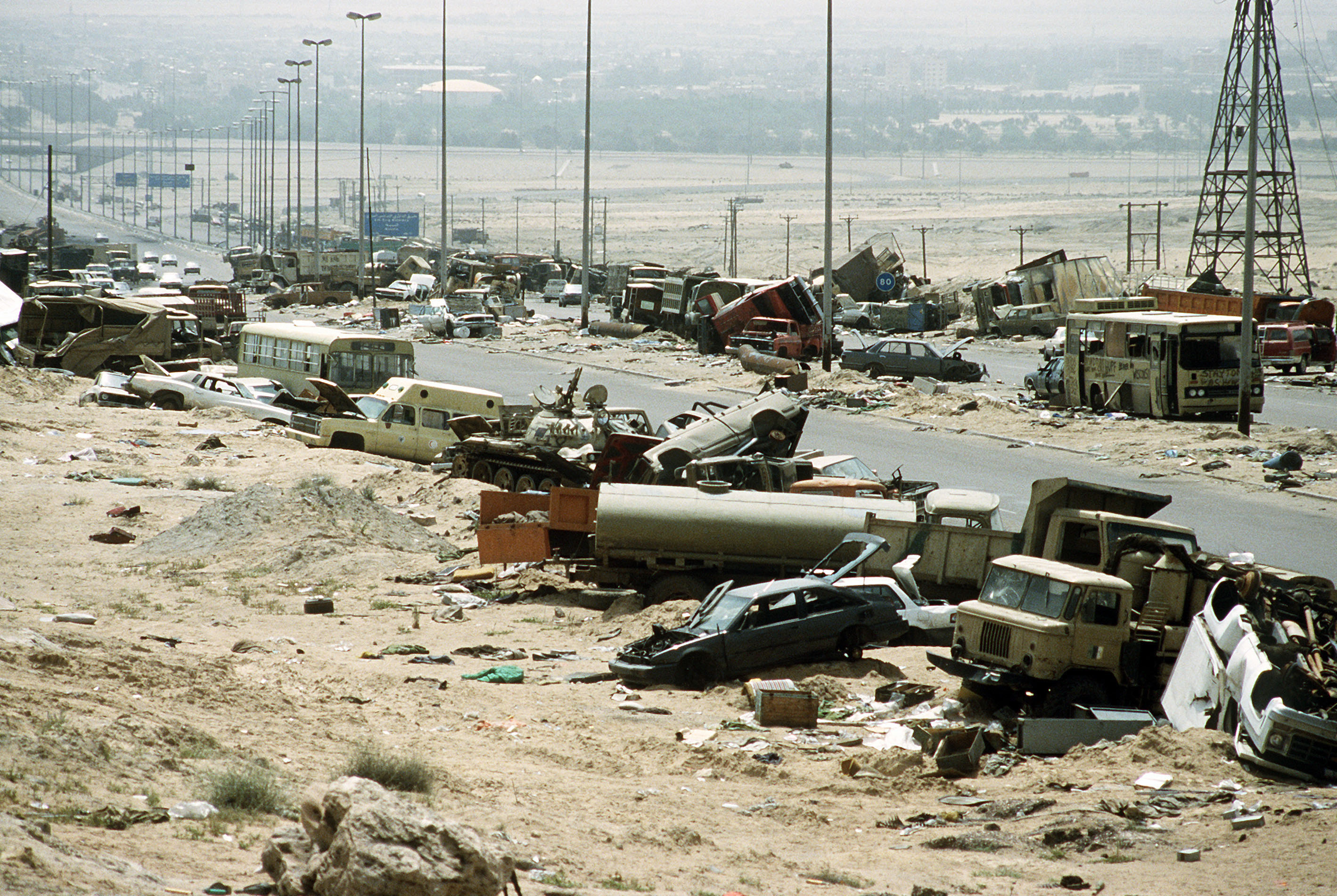
Одна з ділянок «Шосе смерті». Квітень 1991 року

Шосе смерті (англ. Highway of Death) — назва, яка була дана  західними журналістами, одному з фінальних етапів війни в Перській затоці. В ніч з 26 на 27 лютого 1991 року в результаті масових авіанальотів авіації міжнародної коаліції, на два шосе між Кувейтом та іракським кордоном, були знищені тисячі автомобілів та одиниць бронетехніки, на яких іракська армія відступала з Кувейту. На 80-му шосе у околиць Ель-Джахри, було спалено авіаударами, або залишено водіями, близько 1400 автомобілей та іншої техніки. Така ж атака в цю ніч була вжита на паралельному приморському шосе, на якому також було знищено, або залишено ще до 400 одиниць техніки, тому назва «шосе смерті» може відноситися до обидвох трас. Світлини і телезйомки «шосе смерті» стали яскравими медійними образами операції «Буря в пустелі».

## Історія
Обидва «шосе смерті» пролягають територією Кувейту і Іраку. Шестисмугове шосе 80 пов'язувало між собою Ель-Джахру, прикордонне іракське місто Сафван і Басру. Інше шосе вело з Ель-Джахра в Умм-Каср уздовж моря. Під час вторгнення в Кувейт 1990 року Ірак скористався шосе, щоб швидко пересунути війська на територію емірату.
Наземний наступ сил Багатонаціональної коаліції, спрямований на визволення Кувейту, розпочався 24 лютого 1991 року. До цього часу іракські війська на лінії фронту були практично відрізані від тилового постачання в результаті дій коаліційної авіації і деморалізовані. Деякі підрозділи намагалися чинити опір, але багато хто вважав за краще здатися або відступити. Ситуація для іракських сил у Кувейті погіршувалася з кожною годиною. 26 лютого президент Саддам Хусейн оголосив про виведення всіх іракських сил із країни. Того ж дня війська арабських країн, підтримувані морською піхотою США, були в Ель-Кувейті. В іракській пустелі на захід від Кувейту стрімко наступав 7-й армійський корпус США, який надалі повернув на схід і почав просування до Басри, що загрожувало всім іракським силам у Кувейті повним оточенням. Іракська оборона розвалилася; багато солдатів, заволодівши першим-ліпшим автотранспортом, намагалися покинути Кувейт по шосе 80. При цьому утворилися численні затори. Серед машин, що опинилися на «шосе смерті», були не тільки бронетехніка й гармати, а й пожежні та поліцейські машини, фургони, лімузини, приватні автомобілі, навіть бульдозер. На відрізку шосе 80 за Ель-Джахрою утворився багатокілометровий затор, що став легкою мішенню для нальотів американської авіації.
У ніч із 26 на 27 лютого американська авіація завдала ударів по довгих іракських колонах, що виходили з Кувейту, на шосе 80. Бомбардувань зазнали приблизно 1400 машин на основному шосе на північ від Ель-Джахра та ще приблизно 400 у районі прибережної дороги — останні належали переважно елітній 1-й танковій дивізії «Хаммурапі» Республіканської гвардії Іраку. Порівняно з основним шосе 80 на приморській трасі було більше військової техніки — «танки та бронемашини, гаубиці та зенітні гармати, вантажівки для перевезення боєприпасів і машини швидкої допомоги». Багато танків перевозили на танковозах, їх знищили або просто кинули на шосе — в одному місці союзники знищили 50 танків T-72; в іншому місці групу з 40 танків просто залишили. Власні танки і бронетехніка союзників перекрили шосе 80 на північ, сподіваючись перешкодити втечі тих, хто вижив, втім, без особливого успіху: у полон здалося лише 450 іракських солдатів.
Кількість жертв на «шосе смерті» залишається нез'ясованою. Фотограф Пітер Тьорнлі, який прибув на шосе наступного ж ранку після припинення воєнних дій на «милю смерті», зазначав, що бачив і сфотографував безліч тіл та американських військових, що ховали їх у великих могилах. Журналісти «Вашингтон пост», які побували на основному шосе, нарахували там від 200 до 300 трупів; про наслідки атаки на приморському шосе «Вашингтон Пост» також повідомляла, що там залишилися кістяки 400 одиниць техніки і «три дюжини тіл». Журналіст Los Angeles Times Боб Дрогін бачив на тому ж приморському шосе «багато десятків» (англ. scores) трупів. Лівано-американська журналістка Джойс Чедіак стверджувала, що на шосе залишилися «тіла десятків тисяч іракських солдатів» — ця оцінка, імовірно, ґрунтувалася на загальній кількості солдатів, які відступали з Кувейту, і невеликій кількості захоплених полонених. У 2003 році дослідження Project on Defense Alternatives американської організації The Commonwealth Institute оцінювало загальну кількість загиблих в обох колонах у 800-1000 осіб, і максимальних втрат мали зазнати голова і хвіст кожної колони.

## Оцінка події

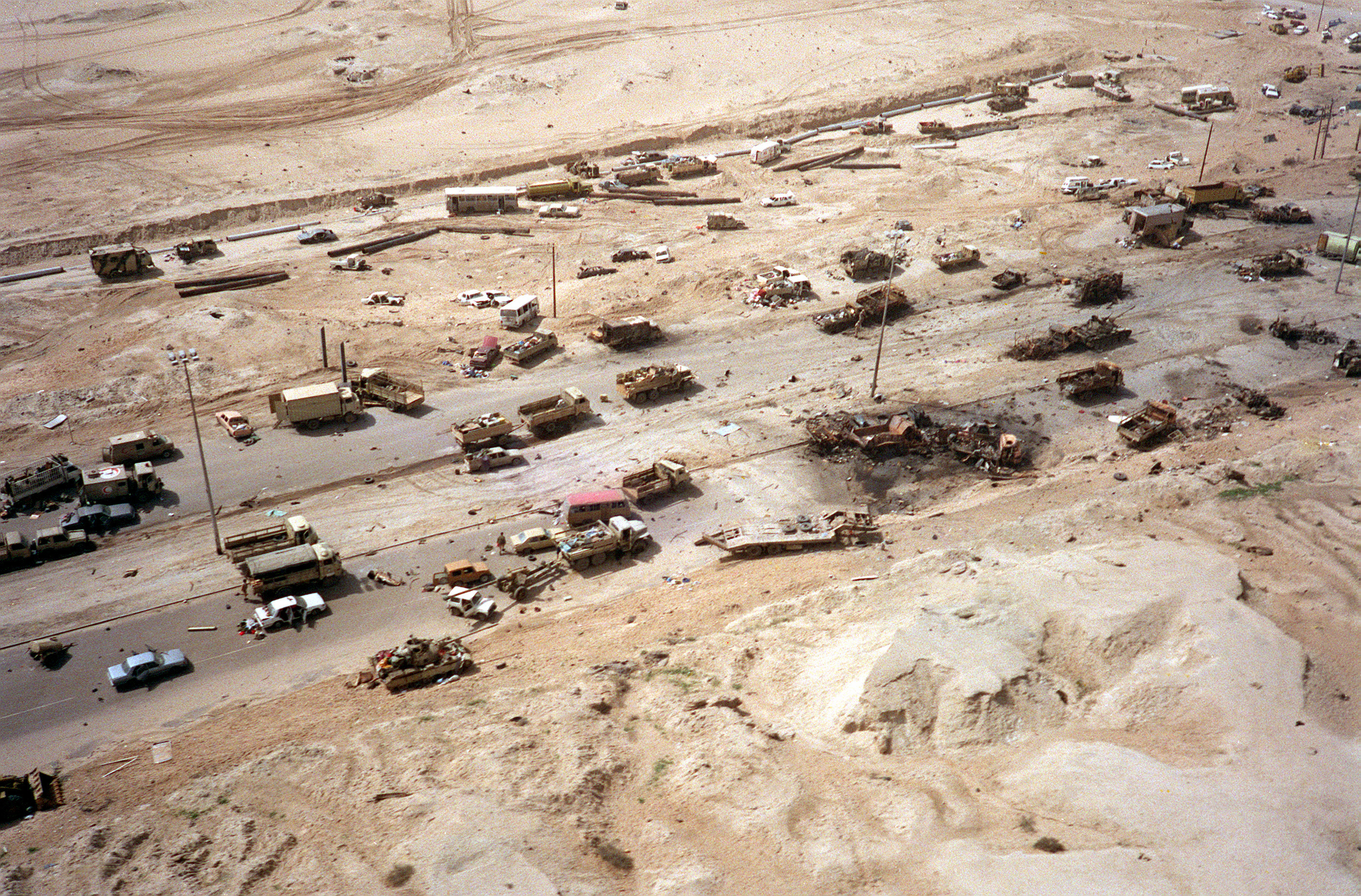
Перекинута і знищена техніка на «шосе смерті», вид з повітря.

Зазначена подія, крім очевидного військово-стратегічного ефекту, викликала значний політичний резонанс. Адміністрація Буша заявляла про те, що завдала удару по іракських військах, які відступали, оскільки ті здійснювали перегрупування для продовження бойових дій. Ця обставина є єдиною підставою для нанесення подібного удару, згідно з міжнародним правом. Головнокомандувач силами Багатонаціональної коаліції генерал Норман Шварцкопф так пояснював рішення про нанесення ударів по військах, що відступають:
|  | Перша причина... тому що на цьому шосе було багато військової техніки, і я віддав розпорядження всім своїм командирам, що я хочу, щоб було знищено кожну одиницю іракської техніки, яку ми можемо знищити... По-друге, це була не група безневинних людей, які намагалися перебратися через кордон назад до Іраку. Це була група ґвалтівників, убивць і головорізів, які ґвалтували і грабували в центрі Кувейт-Сіті, а тепер намагалися вибратися з країни, перш ніж їх спіймають. |

Після закінчення бойових дій акція зі знищення іракських військ на «шосе смерті» зазнала критики з боку низки західних коментаторів. Деякі критики, зокрема, колишній генеральний прокурор США Ремсі Кларк і створена ним «Слідча комісія Міжнародного трибуналу з військових злочинів» назвали те, що сталося, воєнним злочином і звинувачували американських військових у порушенні Женевських конвенцій про захист цивільного населення у воєнний час.

## У культурі
- У 1991 році The Guardian доручив британському антивоєнному поетові Тоні Харрісону вшанувати пам'ять про війну і, зокрема, про «Шосе смерті»[10]. Його вірш «Холодне пришестя» почався з екфрастичного представлення фотографії, зробленої на шосе 80 фотожурналістом Кеннетом Джареком.
- Сцена на «шосе смерті» присутня у фільмі «Морпіхи».
- У фільмі «Браво Два Нуль» (у Росії відомий як «Буря в пустелі») показані кілька секунд документальних зйомок розбитої техніки на «шосе смерті».
- У грі «Splinter Cell:Conviction» є місія на «Дорозі смерті»
- У грі »Battlefield 3» «шосе смерті» можна побачити в главі Thunder Run.
- У грі Call of Duty: Modern Warfare (2019) дія однієї з місій відбувається на «шосе смерті», яке нагадує свій реальний прообраз, але розміщене у вигаданій країні Урзикстан, причому, згідно з сюжетом гри, колону біженців і військових на шосе розбомбила російська авіація. У Росії така інтерпретація викликала обурення як у ЗМІ, так і соціальних мережах[11][12]. Розробники зі студії Infinity Ward, відповідаючи на закиди, говорили, що зображають у грі не якийсь конкретний конфлікт, а вигаданий, використовуючи теми «за останні 50 років» — події, що відбуваються у світі знову й знову, і не прагнуть зобразити якусь сторону як хорошу чи погану. Журналіст Polygon Чарлі Холл, коментуючи ситуацію, писав: «споживачі за межами західних країн вважають, що ця неприкрито прозахідна вигадка спрямована проти них, а споживачі в західних країнах — що їх намагаються обдурити спотворенням фактів, без п'яти хвилин пропагандою».

## «Шосе смерті» після війни
Шосе 80 було відремонтовано наприкінці 1990-х років. В 2003 році воно використовувалося американськими та британськими військами під час війни в Іраку.